# Frasera parryi
Frasera parryi là một loài thực vật có hoa trong họ Long đởm. Loài này được Torr. mô tả khoa học đầu tiên năm 1858.